# Thomas Strakosha
Thomas Fotaq Strakosha (Atenas, 19 de março de 1995) é um futebolista greco-albanês que atua como goleiro. Defende atualmente o AEK Atenas. 
É filho de Foto Strakosha, que jogou 15 anos no futebol grego. Seu irmão, Dhimitri Strakosha, também é jogador de futebol (atua como atacante).  

## Carreira

### Clubes
Após jogar nas categorias de base do Panionios entre 2011 e 2012, chegou à Lazio neste ano e foi promovido ao elenco principal com a saída do argentino Juan Pablo Carrizo para a Inter de Milão, na condição de terceiro goleiro da equipe, que o emprestou à Salernitana em 2015. Pelos Granata, foram 12 jogos disputados.
Com a saída do compatriota Etrit Berisha, voltou à Lazio em 2016, novamente como terceira opção. Em 20 de setembro, fez sua estreia oficial como jogador da Lazio após 4 anos, no jogo contra o Milan, substituindo o lesionado Federico Marchetti.
Seu único título como profissional foi a Coppa Italia de 2012-13.
Em 14 de julho de 2022, Strakosha assinou um contrato de três anos com o Brentford.
Em 8 de julho de 2024, assinou com o AEK Atenas, da Grécia.

## Seleção Albanesa
Tendo jogado pelas equipes de base da Albânia, Thomas Strakosha foi convocado pela primeira vez à seleção principal em agosto de 2016, contra Marrocos e Macedônia, tendo ficado no banco de reservas.

## Títulos
Lazio
- Copa da Itália: 2012–13, 2018–19
- Supercopa da Itália: 2017, 2019